# 암스트롱포

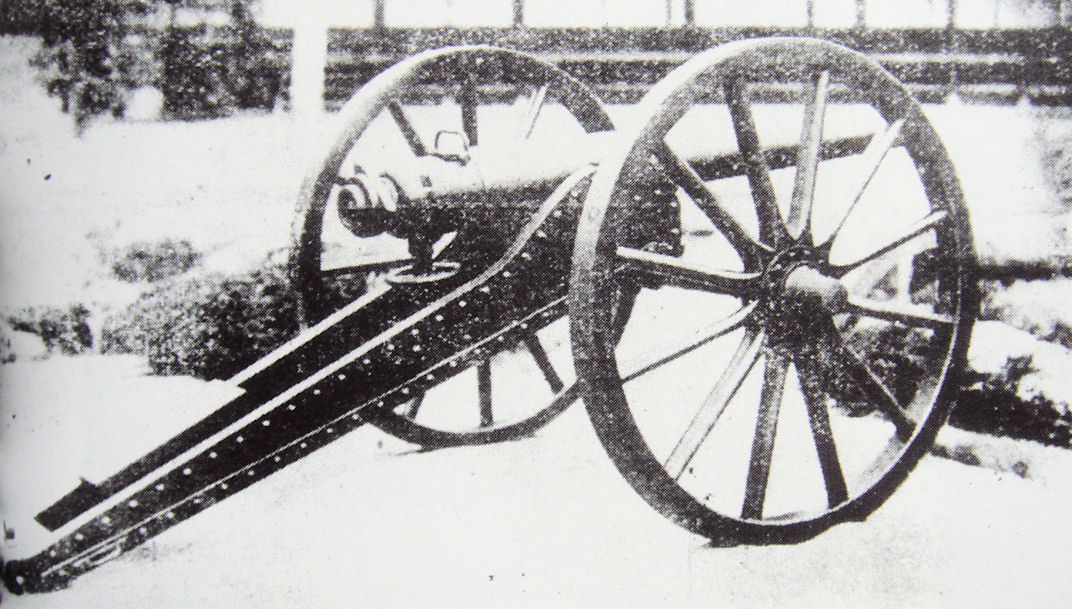
보신 전쟁 (1868–69)에서 동원된 암스트롱포.

암스트롱 포(Armstrong Gun)는 영국의 윌리엄 조지 암스트롱이 1855년에 개발한 대포의 한 종류이다. 마틴 폰 워렌도르프가 발명한 후장식 강선포를 개량한 것으로, 기존에 몇 분이 걸리던 대형포의 장전 시간을 10분의 1로 단축시켰다. 포신은 연철 제품으로 여러 통을 포개어 층을 이루는 포신으로 주조 포에 비해 가벼운 것이 특징이었다. 이러한 특징으로 동시대의 화포와 비교해 뛰어난 성능을 가지고 있었다.

## 개발
1854년 윌리엄 암스트롱은 영국 육군 장관(Secretary of State for War) 5대 뉴캐슬 공작 헨리 펠햄 클린턴(Henry Pelham-Clinton, 5th Duke of Newcastle)으로부터 3파운드 강선 후장포의 개발을 제안받았다. 이후 포강을 넓혀 5파운드 포로 만들었지만, 사정거리, 정확도 모두 만족할 만한 것이었다. 그 후 암스트롱은 3년 동안 개발을 해서, 더 큰 구경의 포에 후장식을 채용했다.
1858년 암스트롱의 후장포가 군에 채용되었지만, 처음에는 '야전 특수부대용‘으로 한정되었으며, 또한 6파운드 (2.5인치 = 64mm) 산포와 경야포, 9파운드 (3인치=76mm) 기마포병포와 12파운드 (3인치=76mm) 야포만 생산되었다.
암스트롱은 이 방식이 대형 포에 적합하다고 생각하지 않았지만, 상층부는 20파운드 (3.75인치 = 95mm) 야포와 함재포, 40파운드 (4.75인치 = 121mm) 함재 · 요새포, 110파운드 (7인치 = 180mm) 화포의 생산을 명령했다. 영국 해군은 이들 세 종류의 포를 모두 채용하였으며, 뉴질랜드에서도 40파운드, 110파운드 포를 채용했다.

## 구조
암스트롱 포는 종래와 같이 전체를 한 번에 주조하는 것이 아니라, 일부 부품을 조합하여 제작되었다. 포신은 ‘A 튜브’(처음에는 연철, 1863년부터는 중저탄소강)라는 포신 내 강부를 몇 개의 연철성 코일에 끼워 넣은 층을 이루는 포신에서 코일의 압력에 의해 강도를 증가시키고 있었다. 또한 꼬리 밸브와 포 귀도 별도의 부품이었다. 포의 강선은 38 구경으로 한 번 회전을 하게 파져 있었다.

## 사용법
포탄의 장전 · 발사 절차는 다음과 같다.
- 나선형 꼬리 마개를 돌려서 푼다
- 벤트 피스(Vent-Piece)를 올린다.
- 포탄을 선식 꼬리 마개 중앙부의 구멍을 통해 포신 내에 삽입하여 밀어넣는다.
- 약낭을 선식 꼬리 마개 중앙부의 구멍을 통해 약실에 밀어넣는다.
- 뇌관 튜브를 벤트 피스에 장착 (40파운드와 110파운드 포의 경우에만)
- 벤트 피스를 낮춘다.
- 나선형 꼬리 마개를 매어 달아 닫아준다.
- 벤트 피스 상단 점화 입(vent)에 드래그라인이 붙은 마찰 튜브를 삽입한다.
- 포수가 밧줄을 당기면, 점화 구강 화약이 발화하고 이것이 장약을 폭발시켜 포탄이 발사된다.

## 운용
1858년, 영국군의 제식포에 채용되었고, 그 특허는 모두 영국 정부에 귀속되어 수출금지품으로 지정되었으며, 영국이 기대하고, 자랑하는 신병기로서 부상했다. 그러나 사쓰에이 전쟁 당시 전투에 참가한 21문으로부터 총 365발을 발사되었는데 28번이 발사 불능 상태에 빠졌고, 주력 유리아라스에 탑재된 1문에서는 폭발하는 사고까지 일어났다.
그 원인은 장전을 위해 가동시키면 포통 뒤쪽에 거대한 팽창 계수를 가진 화약이 가스의 압력을 받기 때문에 아직 생산 기술이 미숙한 철제(강철이 아닌 단조) 꼬리 마개가 쉽게 파열되었기 때문이다. 따라서 빠르게 신뢰성을 잃어버렸고, 영국에서 주문이 취소되고, 생산이 중단되어 과도기적인 무기로 사라져 갔다.
폐기된 암스트롱 포는 수출 금지가 해제되어 남북 전쟁 중인 미국에 수출되었다. 남북 전쟁이 끝나자 에도 막부 말기의 일본에 매각되었고, 제2차 조슈 정벌과 보신 전쟁에서도 사용되었다. 에도 막부도 토머스 글러버를 통해 35문을 주문했지만, 글러버가 인도를 거절했기 때문에 막부의 손에 들어가지는 못했다.

## 종류
| 종류             | 구경              |
| ---------------- | ----------------- |
| 6파운드 경야포   | 2.5인치 (64mm)    |
| 9파운드 기병포   | 3인치 (76mm)      |
| 12파운드 야포    | 3인치 (76mm)      |
| 20파운드 야포    | 3.75인치 (95mm)   |
| 40파운드 공성포  | 3.75인치 (95mm)   |
| 110파운드 해군포 | 7인치 (180mm)     |
| 100톤 포         | 17.76인치 (450mm) |

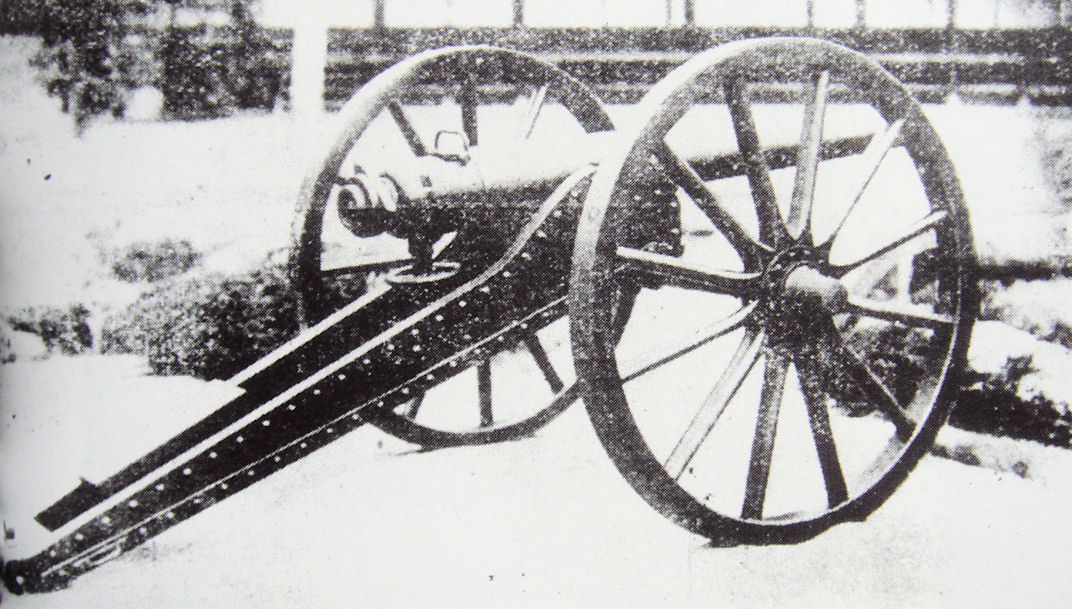
우에노 전쟁 때 사용되었다고 전하는 암스트롱 포
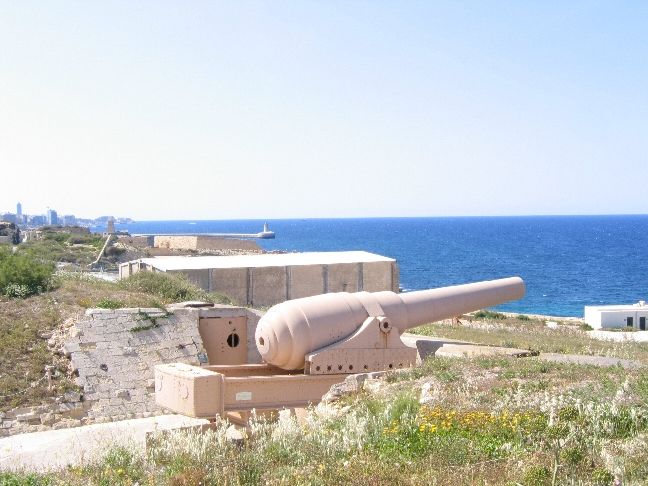
리넷라 요새의 암스트롱 포
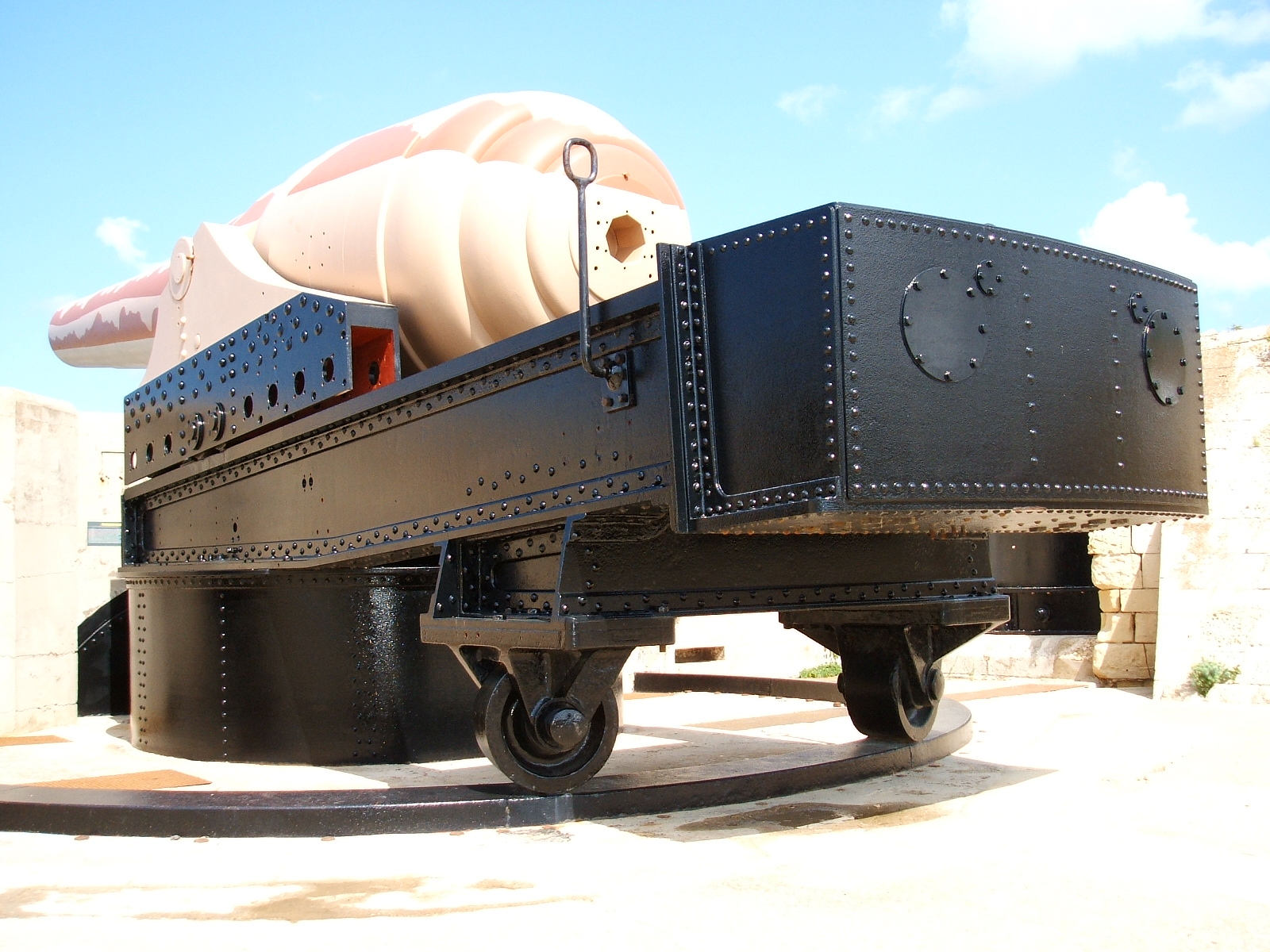
몰타섬의 암스트롱포

## 참고자료
- Treatise on Ammunition. War Office, UK, 1877[깨진 링크(과거 내용 찾기)]
- Alexander Lyman Holley, "A Treatise on Ordnance and Armor" published by D Van Nostrand, New York, 1865
- 司馬遼太郎『アームストロング砲』講談社文庫、1988년 ISBN 978-4061843295
- 幕末軍事史研究会『武器と防具 幕末編』新紀元社、2008년
- 横井勝彦『大英帝国の「死の商人」』講談社〈講談社選書メチエ〉, 1997년